# Plutos (Mythologie)

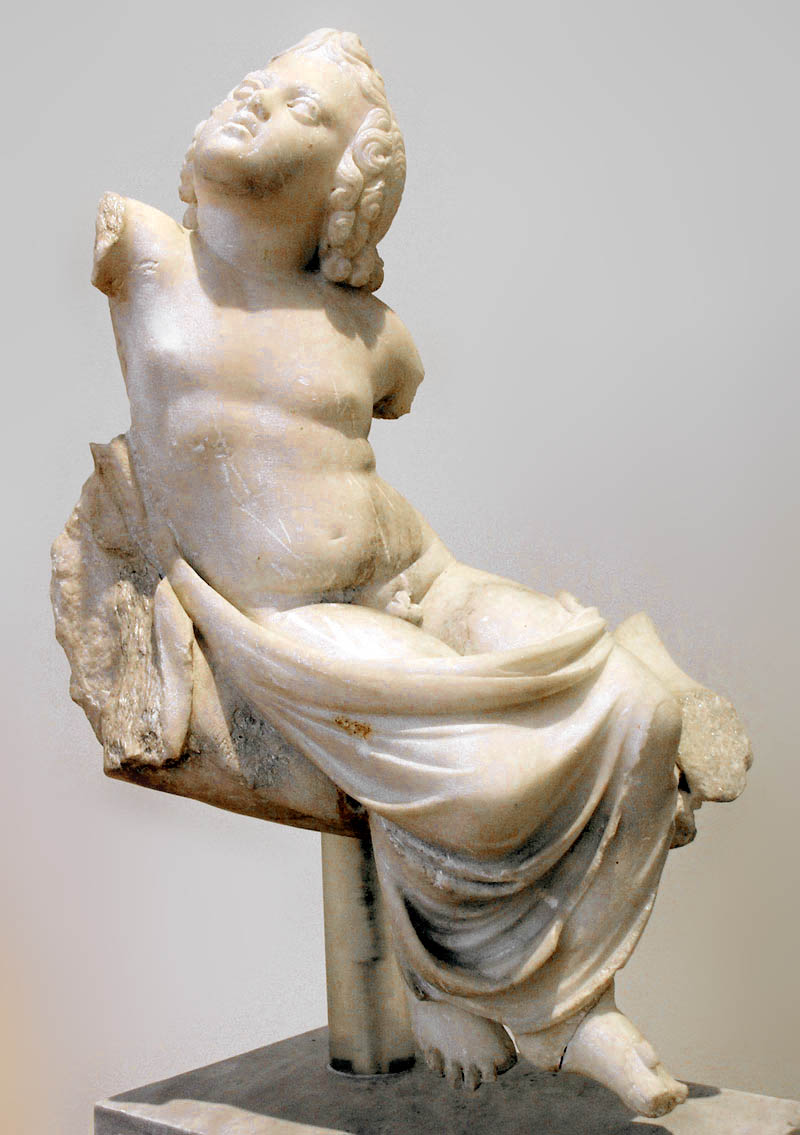
Plutos. Bruchstück einer Kopie der Statue von Kephisodotos, gefunden im Hafen von Piräus

Plutos (altgriechisch Πλοῦτος Ploútos, deutsch ‚Reichtum, Fülle‘, lateinisch Plutus) ist in der griechischen Mythologie zunächst die Personifizierung des Reichtums, später der Gott der aus der Erde kommenden Reichtümer, also auch der Getreidevorräte, der Erdschätze und der keimenden Pflanzen.
Plutos ist nicht zu verwechseln mit dem Gott der Unterwelt Pluton/Pluto (dem römischen Äquivalent des Hades), obwohl beide möglicherweise die gleichen Ursprünge haben. In späterer Zeit werden die beiden Götter allerdings gelegentlich gleichgesetzt.

## Mythologie
Der Sage nach war Plutos der Sohn der Demeter und des Iasion. Demeter hatte sich auf Kreta bei der Hochzeit des Kadmos mit der Harmonia in den Jüngling Iasion verliebt. Sie sprachen reichlich dem Nektar zu und begaben sich dann heimlich von dem Fest weg hinaus auf ein dreimal gepflügtes Feld. Dort gab sich Demeter ihrem Liebhaber hin. Nach der Rückkehr verriet die an ihr haftende Ackererde Zeus, was geschehen war. Iasion wurde bald nach dieser Tat von Zeus mit einem Blitz erschlagen.
Weil er seine Gaben wahllos verteilt, vermuteten die Griechen, Plutos sei (bei der Tötung seines Vaters) von Zeus geblendet worden.
Plutos wurde insbesondere in Eleusis verehrt. Im Kontext der Mysterien von Eleusis war Plutos das göttliche Kind, der kindliche Doppelgänger des Pluton.

## Wirkung in der Kunst
In der bildenden Kunst wird Plutos oft als Knabe mit einem Füllhorn dargestellt. Andere Darstellungen, etwa die berühmte Bronzestatue Kephisodotos’ des Älteren, die in mehreren römischen Marmorkopien überliefert ist, zeigen Plutos als kleinen Knaben auf dem Arm der Friedensgöttin Eirene dargestellt, was den aufkeimenden Wohlstand in Friedenszeiten symbolisiert, oder auf den Armen der Schicksalsgöttin Tyche.
Plutos ist die Titelfigur der Komödie Πλοῦτος (Der Reichtum) des Aristophanes. Er ist eine der Hauptfiguren in Lukians Dialog Τίμων (Timon).
Auch Dante Alighieri lässt Plutos in seiner Göttlichen Komödie auftreten. Im siebten Gesang des Inferno wird Plutos als wolfsartige Kreatur dargestellt, die im vierten Kreis der Hölle die Verschwender und Geizigen bewacht. Da die Beschreibung des Plutos aber nur kurz und vage ist, ist es jedoch möglich, dass auch Dante Plutos mit Pluton verwechselte oder gleichsetzte.
Johann Wolfgang Goethe zeigte Plutos (als „Plutus“) im zweiten Teil seiner Faust-Tragödie als Allegorie des Reichtums im Rahmen des „Mummenschanzes“ an der Kaiserlichen Pfalz (Vers 5494–5986). Goethe sagte am 20. Dezember 1829 zu Eckermann, dass „in der Maske des Plutus der Faust steckt“.

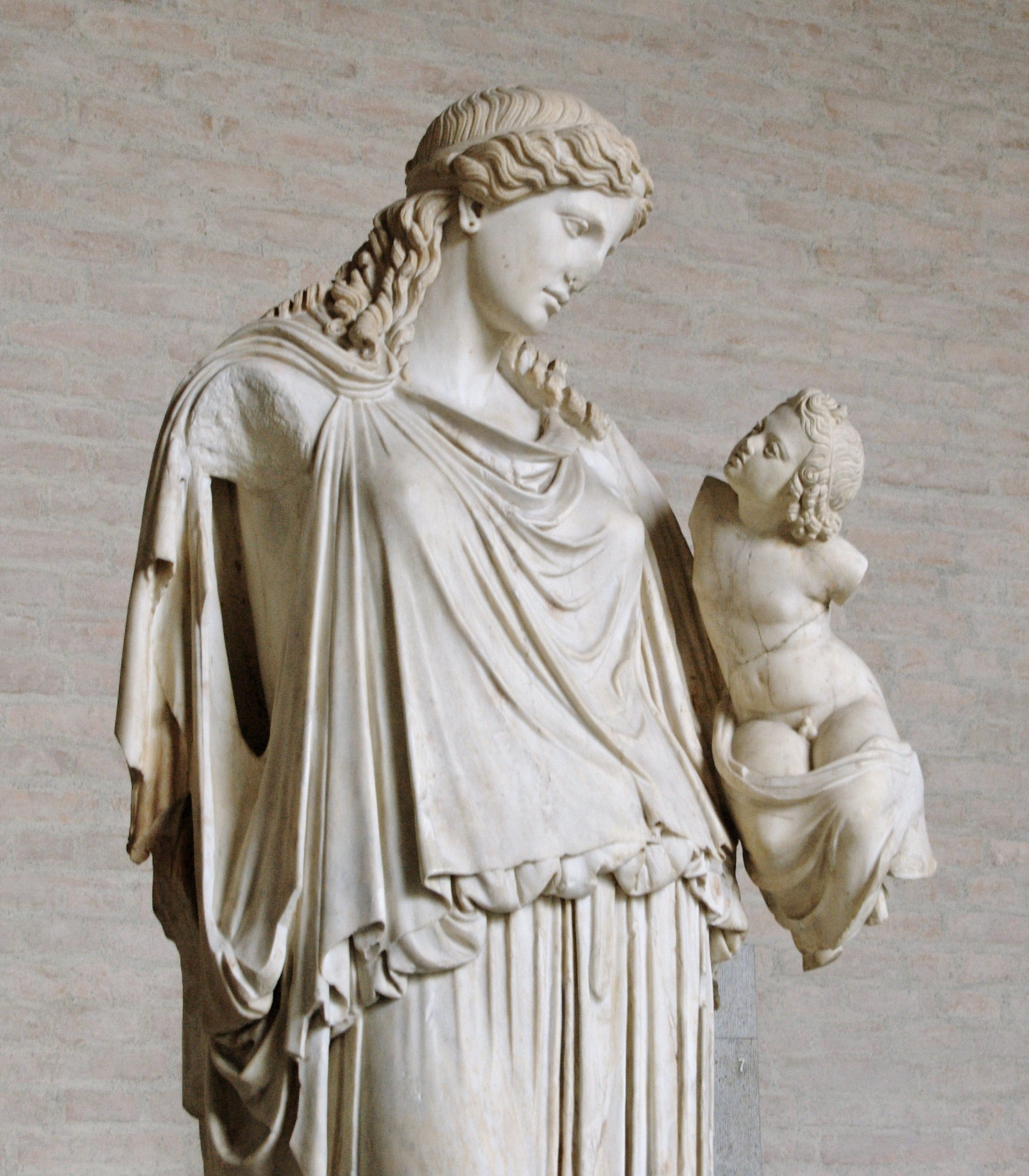
Statue der Eirene mit Plutos
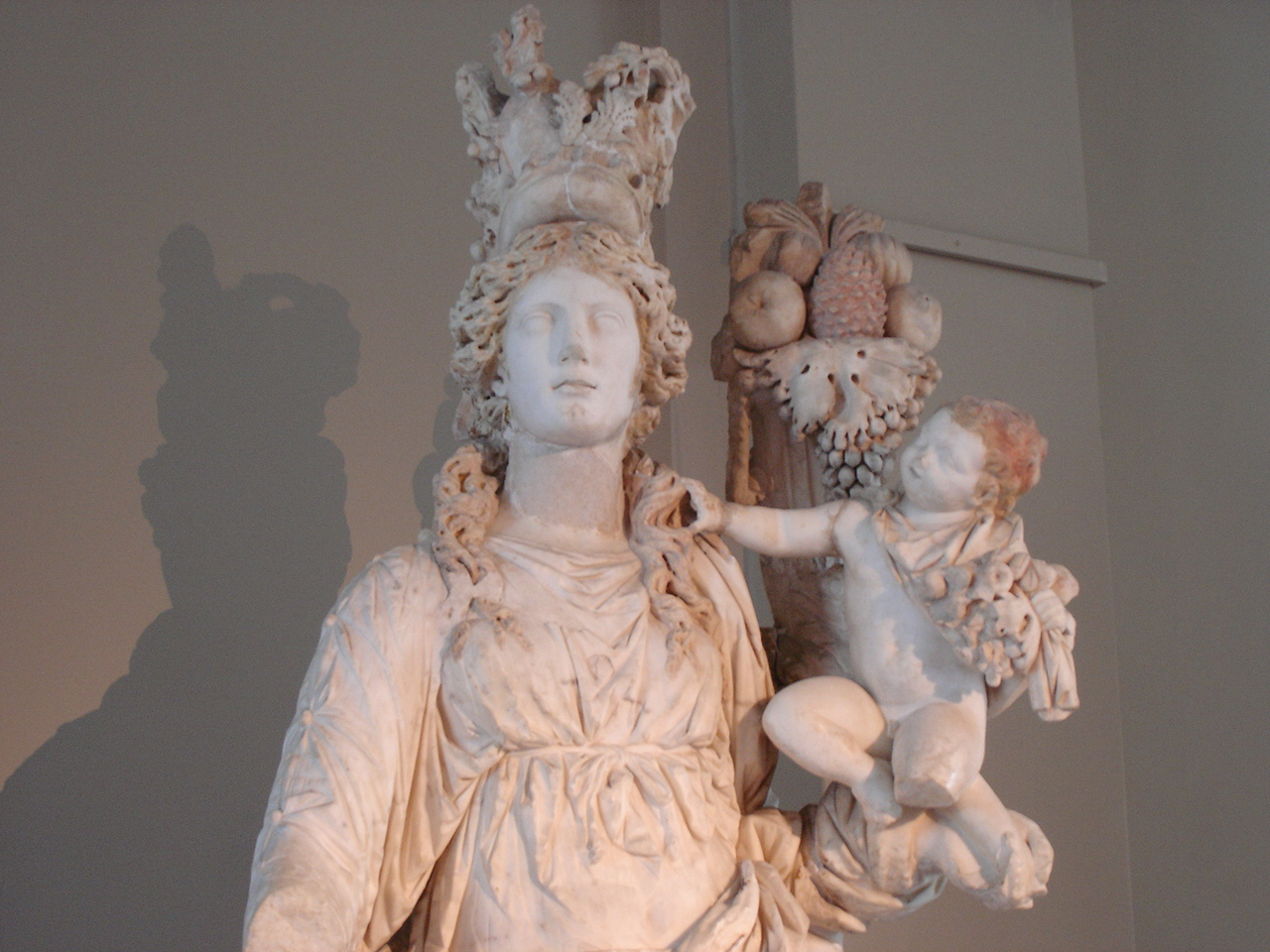
Tyche mit Plutos, 2. Jahrhundert
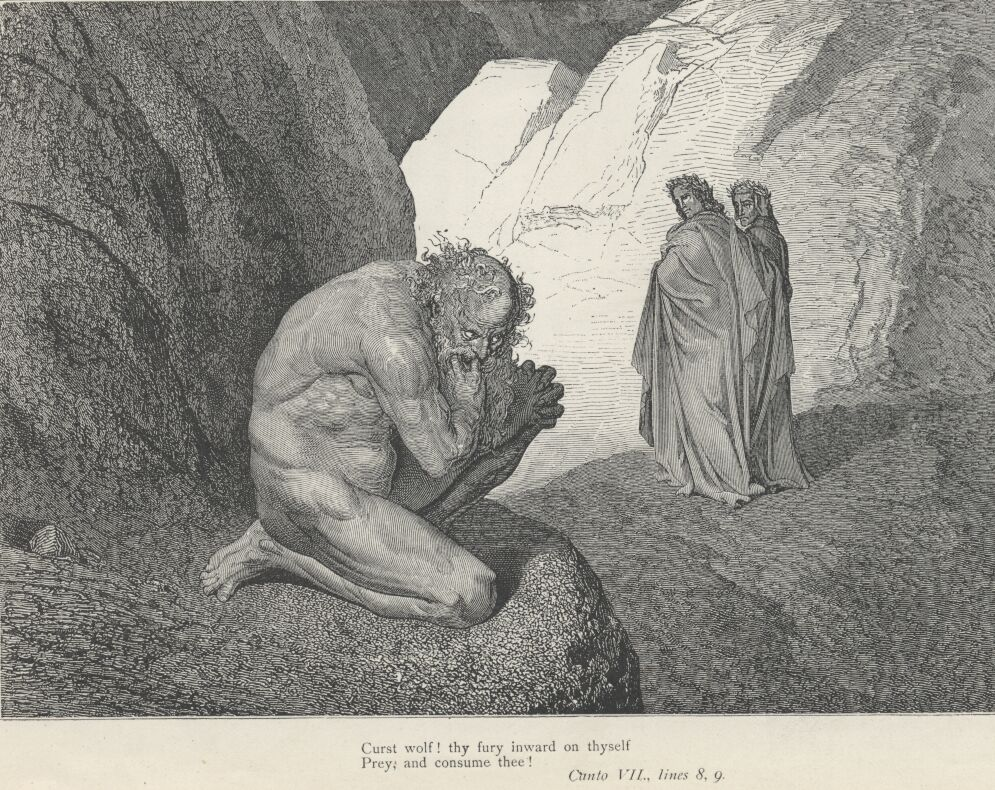
Plutos im vierten Kreis der Hölle, Illustration von Gustave Doré